# Фолидорнис
Фолидорнис (лат. Pholidornis rushiae) — один из видов птиц в небольшом семействе африканских воробьиных птиц Hyliidae и единственный вид в одноимённом роде Pholidornis.

## Этимология
Название рода Pholidornis в переводе с греческого означает «чешуйчатая птица», что указывает на окраску головы и шеи взрослых птиц с многочисленными темными штрихами на сером фоне. Видовой эпитет rushiae дан в честь Фиби Энн Раш (Phoebe Ann Rush nee Ridgway) — жены американского психолога Джеймса Раша (James Rush), за «поощрение людей, преданных науке и искусству».

## Открытие вида и систематика
Первая особь была добыта в 1855 году и попала в руки американского орнитолога Джона Кэссина (John Cassin), который посчитал, что новый вид принадлежит к австрало-азиатскому роду цветоедов (Dicaeum). В 1857 году немецкий зоолог Карл Хартлауб выделил этот вид в монотипический род Pholidornis.
Впоследствии различные исследователи относили вид к разным семействам: как цветоедовые (Dicaeidae), славковые (Sylviidae), синицевые (Paridae), нектарницевые (Nectariniidae), медососовые (Meliphagidae) и астрильдовые (Estrildidae), ремезовые (Remizidae).
На основе молекулярных данных фолидорниса в настоящее время помещают в состав группы надсемейства Sylvioidea. Сестринским таксоном данного рода считается хилия (Hylia prasina). Некоторые исследователи выделяют этих два вида в самостоятельное семейство хилиевых (Hyliidae). Преимущественно оба рода сближают с короткокрылыми камышевками (Cettia), скотоцерками (Scotocerca inquieta) и некоторыми другими. В зависимости от включаемых видов получившееся семейство называют Cettiidae или Scotocercidae.

## Описание
Длина тела 7,5-8 см, что, по-видимому, делает его самой маленькой птицей в автохтонной африканской фауне. Масса — 4,6 — 5,9 г. У этого вида бледно-охристая грудь, голова покрыта густой коричневой исчерченностью. Он нижней части груди вниз до крестца эта птица ярко-желтого цвета. Ноги ярко-оранжевые. Молодые менее красочные и слабее исчерчены.

## Распространение
Вид распространён в равнинных влажных тропических лесах Западной и Центральной Африки. Ареал вида соответствует границе произрастания джунглей — от Сьерра-Леоне на западе до Уганды на востоке и Анголы на юге. Изолированная популяция вида, относящаяся к подвиду P. r. bedfordi, обитает на острове Биоко в Гвинейском заливе, где вид связан с окраинами лесов, опушками и вторичными лесами.
Известны следующие подвиды:
- P. r. ussheri (Сьерра-Леоне и до юго-запада Нигерии)
- P. r. rushiae (Юго-Восточная Нигерия и до Габона)
- P. r. bedfordi (остров Биоко)
- P. r. denti (Юго-восточный Камерун, Уганда и к востоку от бассейна Конго до северо-западной части Анголы)

## Биология
В основном насекомоядная птицы, значительную часть рациона составляют червецы и щитовки. Птицы кормятся в верхних и средних ярусах леса. Довольно часто птицы перемещаются группами до семи особей, но крайне редко формируют многовидовые смешанные стаи.
Данных о размножении мало. Гнездо строят из растительных волокон. Оно располагается на крупных ветвях высоких деревьев. В кладке два яйца. Иногда в постройке гнезда, насиживании и выкармливании птенцов принимают участие неразмножающиеся особи этого же вида.